# Reinhold Habisch

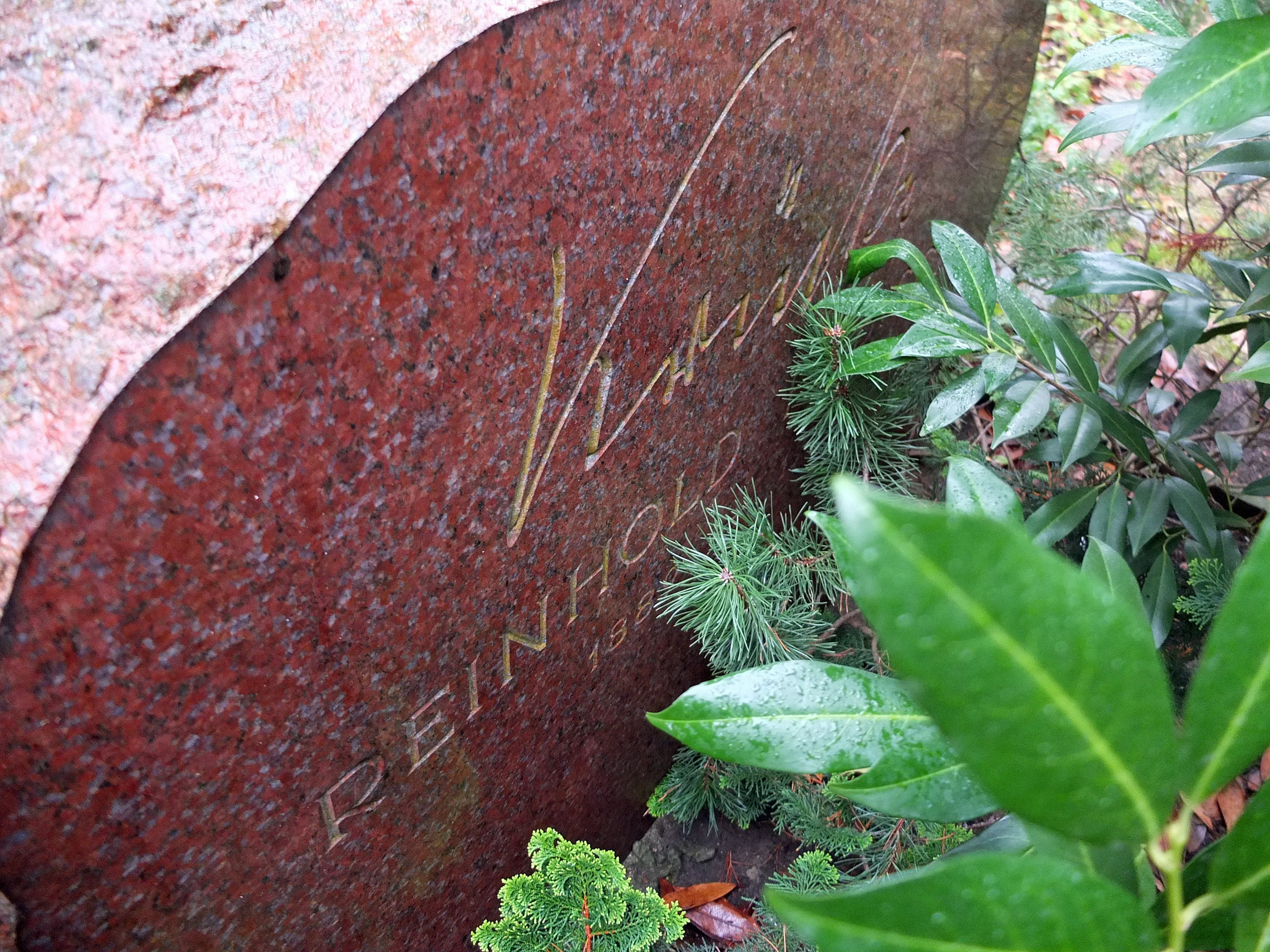
Alter St.-Thomas-Friedhof – Grab Reinhold Habisch Grabstein

Reinhold Franz Habisch, genannt Krücke (* 8. Januar 1889 in Berlin; † 7. Januar 1964 ebenda), war ein Berliner Original. Er machte den sogenannten „Sportpalastwalzer“ weltberühmt.

## Leben
Mit dem Radsport kam er in Berührung, als er auf der Radrennbahn Treptow als jugendlicher Aushilfskellner arbeitete. Habisch verlor als junger Mann durch einen Unfall ein Bein, als er auf regennasser Straße ausgerutscht und unter eine Straßenbahn geraten war. Da ihm der erträumte eigene sportliche Erfolg dadurch verwehrt blieb, wurde er Stammgast beim Berliner Sechstagerennen, das seit 1911 im Sportpalast ausgetragen wurde. Mit Klamauk und Witzen stieg Krücke in den 1920er Jahren von den billigen Plätzen, dem so genannten Heuboden, zum festen Bestandteil der Veranstaltung auf.
Überregional bekannt wurde er im Zusammenhang mit dem „Sportpalastwalzer“. Die Komposition Wiener Praterleben von Siegfried Translateur wurde erstmals 1923 während des Sechstagerennens gespielt. In der dritten Walzersequenz pfiff Krücke den dritten Takt laut mit und trug dabei maßgeblich zum Aufstieg der Melodie zur Hymne der Sechstagerennen bei. In spätere Versionen der Komposition wurden die Pfiffe bewusst eingebaut. Habisch wurde auch zu Radrennen in anderen Städten eingeladen, um während des Sportpalastwalzers ins Mikrofon zu pfeifen, und wirkte später an der Seite von Hans Albers in einem Spielfilm mit. Als sein schönstes Erlebnis bezeichnete er die Begegnung mit dem Tenor Richard Tauber. „In Hemdsärmeln und auf Socken bat Krücke den sich weigernden Sänger seine Stimme erschallen zu lassen“ und sang selber „O Richard, mein Richard, wie lieb ich dich.“ Daraufhin willigte Tauber ein und sang.

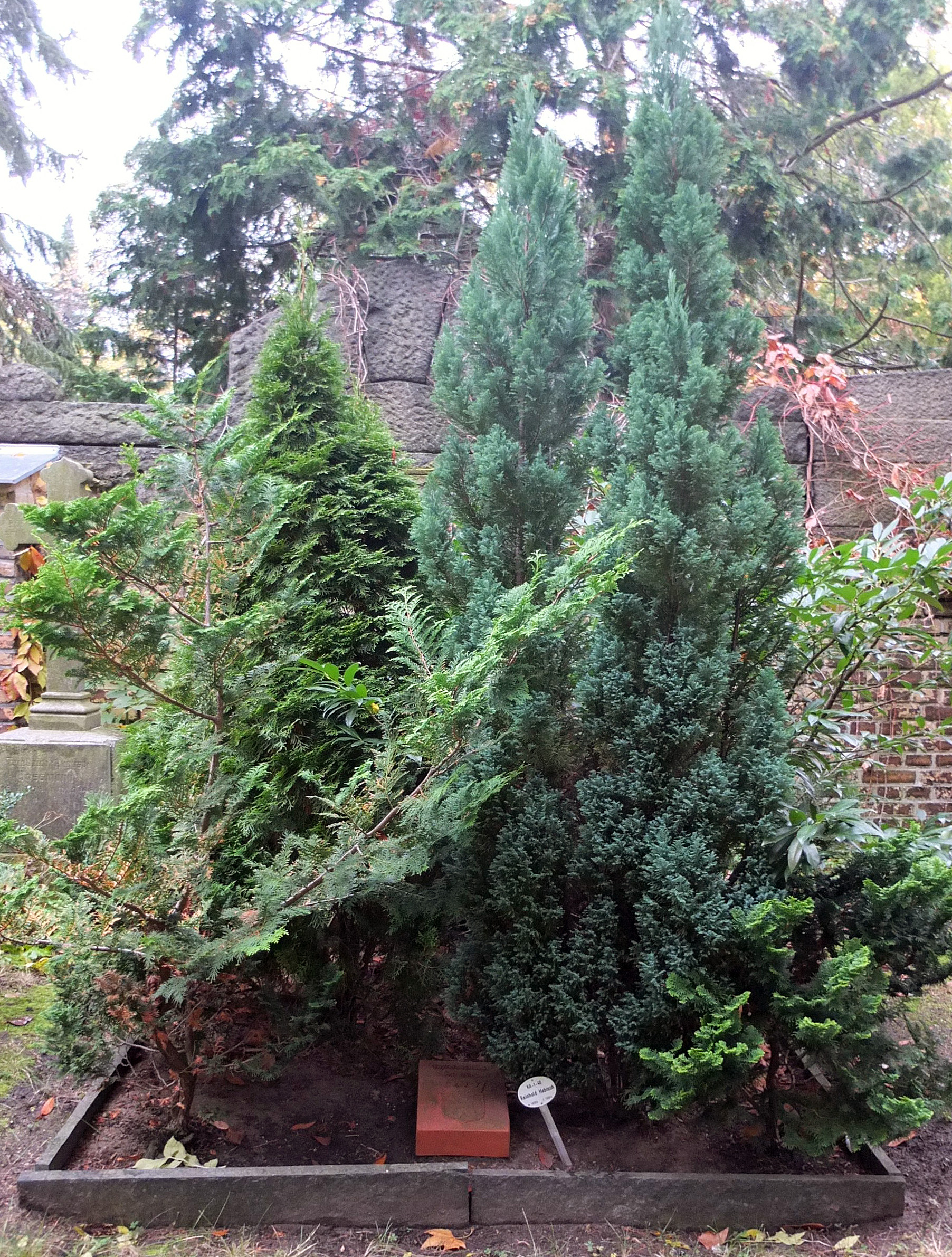
Grabstätte

In der Berliner Kommandantenstraße betrieb Krücke einen Zigarrenladen. Diesen hatte ihm der Boxer Max Schmeling, dem er eine große Karriere prophezeit hatte, aus Dankbarkeit eingerichtet. Das Geschäft verlor er bei einem Bombenangriff während des Zweiten Weltkrieges, er versuchte danach, sich mit einem mobilen Obst- und Gemüsestand in Berlin-Reinickendorf den Lebensunterhalt zu verdienen. Habisch starb einen Tag vor seinem 75. Geburtstag und liegt in einem Ehrengrab des Landes Berlin in der Abteilung KG 1-40 auf dem Neuen Teil des Kirchhofs der St.-Thomas-Gemeinde II in Berlin-Neukölln begraben.

## Trivia
Zu seinem Spitznamen kam er nach eigener Aussage während eines Besuches in einem Berliner Biergarten beim Skat. Seine Freunde hatten seine Krücke in einem unbeobachteten Moment an einem Fahnenmast aufgehängt. Habisch vermisste diese natürlich irgendwann und rief laut immer wieder nach der Krücke. Die Freunde riefen ihn von diesem Tage an Krücke.

## Schriften
- Deutschlands Original Krücke. Auf Rennbahnen unter Rennfahrern. Info, Berlin-Spandau 1950.